# Miroslav Toman (1935)
Miroslav Toman (28. května 1935 Viteň – 21. července 2023) byl český podnikatel v potravinářském průmyslu, československý politik Komunistické strany Československa, ministr zemědělství a výživy České socialistické republiky, ministr zemědělství a výživy ČSSR, místopředseda vlád České socialistické republiky a ČSSR, předseda České komise pro plánování a vědeckotechnický rozvoj, poslanec České národní rady a Sněmovny národů Federálního shromáždění za normalizace.

## Biografie
Absolvoval Vyšší rolnickou školu v Klatovech a při zaměstnání pak vystudoval Vysokou školu zemědělskou v Praze a získal externí aspiranturu v Brně. Postgraduální studium absolvoval na Vysoké škole politické ÚV KSČ v Praze. V letech 1954–1960 pracoval jako zemědělský technik, pak po dobu tří let působil na postu zástupce vedoucího odboru ONV. Až do roku 1970 zastával funkci vedoucího oddělení racionalizace a technického rozvoje ve Výrobní zemědělské správě Louny. V letech 1970–1974 byl ředitelem Okresní zemědělské správy v Kroměříži. Byl členem Okresního výboru KSČ a předsednictva OV KSČ v Kroměříži. Pak přešel na celostátní politické posty.
V letech 1975–1980 zastával post ředitele odboru na ministerstvu zemědělství ČSSR, v letech 1980–1981 byl náměstkem předsedy Státní plánovací komise, v letech 1981–1983 ministrem zemědělství a výživy České socialistické republiky ve čtvrté vládě Josefa Korčáka, pak od roku 1983 přešel na federální vládní úroveň a byl ministrem zemědělství a výživy ČSSR v čtvrté vládě Lubomíra Štrougala, páté vládě Lubomíra Štrougala a šesté vládě Lubomíra Štrougala, přičemž v páté vládě Lubomíra Štrougala (v letech 1986–1988) byl i místopředsedou vlády ČSSR. Následně se v letech 1988–1990 stal místopředsedou české vlády (vláda Františka Pitry), přičemž v této funkci zasedal z titulu své pozice předsedy České komise pro plánování a vědeckotechnický rozvoj.
XVII. sjezd KSČ ho zvolil za kandidáta Ústředního výboru Komunistické strany Československa. V roce 1985 mu byl udělen Řád práce.
Ve volbách roku 1981 byl zvolen do České národní rady. Ve volbách roku 1986 byl zvolen do české části Sněmovny národů (volební obvod č. 55 – Kroměříž-Gottwaldov, Jihomoravský kraj). Ve Federálním shromáždění setrval do konce funkčního období, tedy do voleb roku 1990. Netýkal se ho proces kooptací do Federálního shromáždění po sametové revoluci.
Jeho synem je Miroslav Toman (* 1960), rovněž bývalý ministr zemědělství ve vládě Jiřího Rusnoka a ve druhé vládě Andreje Babiše, v letech 2002–2006 pak byl náměstkem ministrů Jaroslava Palase, Petra Zgarby a Jana Mládka. Další syn Zdeněk Toman je podnikatelem (firma Agrotrade). V potravinářství podnikal i jejich otec.
Dne 28. října 2015 ho prezident Miloš Zeman vyznamenal medailí Za zásluhy.
Zemřel dne 21. července 2023 při dopravní nehodě ve věku 88 let. Podle Policie ČR jel s vozidlem Mercedes-Benz z Běšin na Klatovy. Z dosud nezjištěných příčin vyjel vpravo mimo komunikaci, kde narazil do dopravního značení a následně se vozidlo několikrát přetočilo přes střechu, v nemocnici zraněním podlehl.

## Kontroverze
Nejvíce kontroverzí vytváří dění kolem firmy Agrotrade (a zejména v ní začleněné akciové společnosti Xaverov trade). Tu Miroslav Toman ovládl během privatizace z roku 1991. Firma se později soudila se státem o nárok na pozemky. Řadu soudních sporů vyhrála, ale došlo také k zisku pozemků, u kterých soud nárok společnosti zamítl. V roce 2005 se Pozemkový fond ČR chystal vydávat v rámci restitucí pozemky, na které si historicky činila nárok akciová společnost Xaverov. Zástupci firmy se snažili vydávání parcel zabránit a tvrdili, že nemovitosti patřily v době privatizace Xaverovu, jsou tedy jejich, nikoli státu. Jenže parcely byly už od roku 1991 zapsány v katastru nemovitostí na Pozemkový fond. Ministerstvo zemědělství proto 16. května 2005 vydalo Prohlášení o majetku obchodní společnosti Xaverov, které obsahovalo i soupis pozemků. V té době byl náměstkem ministra zemědělství Miroslav Toman, bratr a syn majitelů Agrotradu. S prohlášením ale nesouhlasil katastrální úřad a tak se spor táhl ještě několik let, než v roce 2011 stát převedl sporné pozemky na Xaverov. U dalších pozemků stát nakonec stáhl žaloby, a to v době, kdy byl Toman mladší poprvé ministrem. Řada klíčových pozemků kolem Prahy byla v době přepisu již zastavena dopravními komunikacemi nebo se na nich plánovala trasa Pražského okruhu. Stát či hlavní město tak od Tomanových musely pozemky následně vykoupit zpět na mnohanásobek ceny. V dubnu 2019 Reportéři ČT odvysílali související reportáž o tom, jak společnost Xaverov získala v privatizaci pozemky, které později prodala zpět státu nebo Praze za 250 milionů korun. Nabyla je právě na základě zmíněného sporného dokumentu, který vydalo Ministerstvo zemědělství v roce 2005, v době, kdy byl Toman mladší na resortu náměstkem.
V roce 2018 byl jeho syn Miroslav, v té době ministr zemědělství, podezírán právníky Evropské komise ze střetu zájmů. Důvodem byly rodinné firmy Agrotrade a Xaverov trade, které v té době čerpaly evropské peníze pro zemědělce. Miroslav Toman mladší rovněž v té době otevřeně hájil dotace pro velké zemědělské podniky, jako např. Agrofert. Evropská komise nakonec uzavřela prošetřování Tomana mladšího bez udělení sankce.
V únoru 2022 se objevila zpráva, že státní Ředitelství silnic a dálnic vykoupilo od firmy Xaverov trade pozemek za 250 milionů korun původně oceněný na zhruba 31 milionů. Pozemek má být využit pro stavbu úseku Pražského okruhu u Prahy-Běchovic. Osminásobek ceny umožňuje státu zaplatit liniový zákon v případě staveb dopravní a další infrastruktury. Brzy poté stát Tomanovým zaplatil dalších 60 milionů korun za jiný pozemek v hodnotě 7,5 milionu korun. Dalších 110 milionů korun dostane za pozemky svých firem Xaverov trade a Agrotrade od hlavního města Prahy, která vykoupí okolní pozemky pro Pražský okruh.